# Marcel Renaud
Marcel Renaud (Paris, 27 de maio de 1926 – 5 de dezembro de 2016) foi um canoísta francês especialista em provas de velocidade.

## Carreira
Foi vencedor da medalha de prata em C-2 10000 m em Melbourne 1956, junto com o seu colega de equipa Georges Dransart.